# NGC 5441
NGC 5441 (również PGC 50057) – galaktyka spiralna (Sc), znajdująca się w gwiazdozbiorze Psów Gończych. Odkrył ją John Herschel 11 marca 1828 roku.